# NGC 230

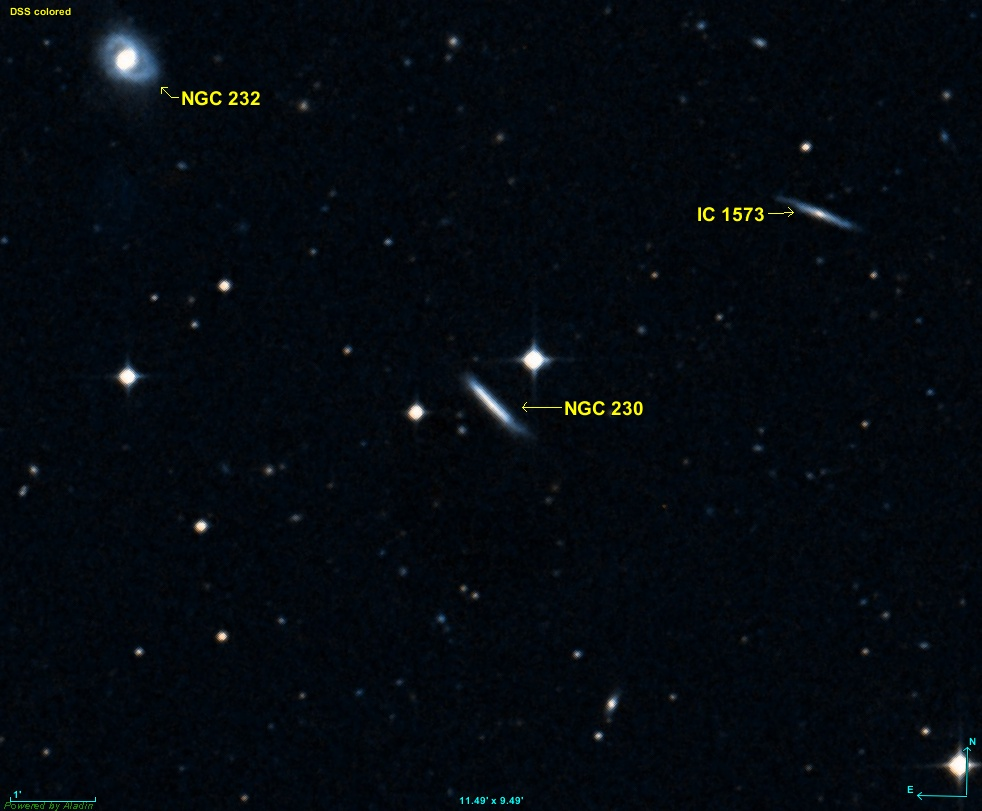

NGC 230은 고래자리에 위치한 나선 은하이다. 1886년, 미국인 천문학자 Francis Leavenworth에 의해 발견되었다.